# Bézancourt
Bézancourt är en kommun i departementet Seine-Maritime i regionen Normandie i norra Frankrike. Kommunen ligger i kantonen Gournay-en-Bray som tillhör arrondissementet Dieppe. År 2022 hade Bézancourt 362 invånare.

## Befolkningsutveckling
Antalet invånare i kommunen Bézancourt
| Referens: INSEE |